# Reinseminacja
Reinseminacja – jedna z metod stosowanych w rozrodzie zwierząt gospodarskich, polegająca na powtórnym wprowadzeniu nasienia do dróg rodnych samicy w czasie tego samego cyklu rujowego, zwykle po około 12 godzinach po pierwszym unasiennieniu. Należy zaznaczyć, że reinseminacja znacząco podnosi odsetek zapłodnień i plenność w szczególności u zwierząt z ciążą mnogą ("trzoda chlewna")